# Hällestads socken, Västergötland
Ej att förväxla med Hällstads socken, Västergötland.
Hällestads socken i Västergötland ingick i Gäsene härad, ingår sedan 1974 i Falköpings kommun och motsvarar från 2016 Hällestads distrikt.
Socknens areal är 28,28 kvadratkilometer varav 28,13 land. År 2000 fanns här 123 invånare. Sockenkyrkan Hällestads kyrka ligger i socknen.

## Administrativ historik
Socknen har medeltida ursprung. 
Vid kommunreformen 1862 övergick socknens ansvar för de kyrkliga frågorna till Hällestads församling och för de borgerliga frågorna bildades Hällestads landskommun. Landskommunen uppgick 1952 i Vilske landskommun och övergick samtidigt till Skaraborgs län. Vilske landskommun uppgick 1974 i Falköpings kommun. Församlingen uppgick 2002 i Hällestad-Trävattna församling som 2006 uppgick i Floby församling.
Den 1 januari 2016 inrättades distriktet Hällestad, med samma omfattning som församlingen hade 1999/2000.  
Socknen har tillhört län, fögderier, tingslag och domsagor enligt vad som beskrivs i artikeln Gäsene härad. De indelta soldaterna tillhörde Älvsborgs regemente, Gäseneds kompani och Västgöta regemente, Elfsborgs kompani.

## Geografi
Hällestads socken ligger öster om Herrljunga kring Lidan. Socknen har odlingsbygd kring ån och är i övrigt en mossrik skogsbygd och ligger på de forna Svältorna.

## Byar och hemman
Hällestads socken består historiskt av följande byar och enstaka hemman. När en by har flera hemman anges också hemmansnumren.
- Brandstorp, enstaka hemman och säteri, nämnt redan 1450. Brandstorps herrgård består av Brandstorp, ett hemman i Hällestads by (1 Stommen) och Stenbacken.[8]
- Buckarp, enstaka hemman. Har kallats Buckarp Storegården till skillnad från Buckarp Lillegården (nu försvunnen).
- Finnestorp, by med två hemman (1 utan namn och 2 Tomten).
- Hagatomten, enstaka hemman.
- Hanåsen, enstaka hemman.
- Hällestad, socknens kyrkby med fem hemman (1 Stommen, 2 Stommen, 3 Skattegården, 4 Backgården och 5 Bredgården). Hemmanet nr 1 Stommen är säteri och ingår i Brandstorp, medan nr 2 Stommen är utbrutet ur nr 1.
- Krabbelund, enstaka hemman och säteri. Har bildats av två hemman, Hässleliden och Kapellet, vilka i jordeboken 1719 är förenade till Krabbelund.[9][10]
- Lindåsen, enstaka hemman.
- Långås, ursprungligen en by med två hemman som slogs samman i början på 1700-talet, säteri.[11]
- Långö, enstaka hemman.
- Mossabo, enstaka hemman.
- Nordkvi, skattlagt torp, i jordeboken första gången 1738.
- Snipered, enstaka hemman.
- Stenbacken, enstaka hemman, i jordeboken första gången 1653. Rå- och rörshemman till Brandstorp.
- Tveten, enstaka hemman.
- Tåstorp, ett hemman (1) och en mjölkvarn (2).
- Videholmen, enstaka hemman.
- Väla, enstaka hemman.
- Örliden, enstaka hemman.
- Örlidsås (eller Åsen,) enstaka hemman.

## Fornlämningar
Från järnåldern finns två gravfält och stensättningar.

## Befolkningsutveckling
Hällestads socken och församling motsvarade fram till 2002 samma område och nuvarande distrikt bygger på dessa gränser. Det går därför att följa befolkningsutvecklingen över tid för området i och med församlingens tidigare statistik och distriktets tillkomst. Det finns dock ingen befolkningsstatistik mellan 2002 och 2014 då församlingen uppgick i Hällestad-Trävattna församling år 2002 och distrikten infördes först 2016.
| Befolkningsutvecklingen i Hällestads socken 1810–2015 | Befolkningsutvecklingen i Hällestads socken 1810–2015 | Befolkningsutvecklingen i Hällestads socken 1810–2015 | Befolkningsutvecklingen i Hällestads socken 1810–2015 | Befolkningsutvecklingen i Hällestads socken 1810–2015 |
| ----------------------------------------------------- | ----------------------------------------------------- | ----------------------------------------------------- | ----------------------------------------------------- | ----------------------------------------------------- |
|                                                       |                                                       |                                                       |                                                       |                                                       |
| År                                                    |                                                       |                                                       | Folkmängd                                             |                                                       |
| 1810                                                  | 1810                                                  |                                                       | 329                                                   |                                                       |
| 1820                                                  | 1820                                                  |                                                       | 357                                                   |                                                       |
| 1830                                                  | 1830                                                  |                                                       | 373                                                   |                                                       |
| 1840                                                  | 1840                                                  |                                                       | 397                                                   |                                                       |
| 1850                                                  | 1850                                                  |                                                       | 383                                                   |                                                       |
| 1860                                                  | 1860                                                  |                                                       | 407                                                   |                                                       |
| 1870                                                  | 1870                                                  |                                                       | 406                                                   |                                                       |
| 1880                                                  | 1880                                                  |                                                       | 495                                                   |                                                       |
| 1890                                                  | 1890                                                  |                                                       | 490                                                   |                                                       |
| 1900                                                  | 1900                                                  |                                                       | 483                                                   |                                                       |
| 1910                                                  | 1910                                                  |                                                       | 366                                                   |                                                       |
| 1920                                                  | 1920                                                  |                                                       | 338                                                   |                                                       |
| 1930                                                  | 1930                                                  |                                                       | 319                                                   |                                                       |
| 1940                                                  | 1940                                                  |                                                       | 268                                                   |                                                       |
| 1950                                                  | 1950                                                  |                                                       | 241                                                   |                                                       |
| 1960                                                  | 1960                                                  |                                                       | 200                                                   |                                                       |
| 1970                                                  | 1970                                                  |                                                       | 164                                                   |                                                       |
| 1980                                                  | 1980                                                  |                                                       | 141                                                   |                                                       |
| 1990                                                  | 1990                                                  |                                                       | 135                                                   |                                                       |
| 2000                                                  | 2000                                                  |                                                       | 123                                                   |                                                       |
| 2015                                                  | 2015                                                  |                                                       | 88                                                    |                                                       |
|                                                       |                                                       |                                                       |                                                       |                                                       |

## Namnet
Namnet skrevs 1481 Hellstadä och kommer från kyrkbyn. Namnet har en förled med oklar tolkning och efterleden sta(d), 'plats'.